# Zbigniew Prus-Niewiadomski
Zbigniew Prus-Niewiadomski (ur. 1 stycznia 1922 w Warszawie, zm. 8 listopada 1997 tamże) – polski aktor teatralny i filmowy, żołnierz Armii Krajowej, powstaniec warszawski.

## Życiorys

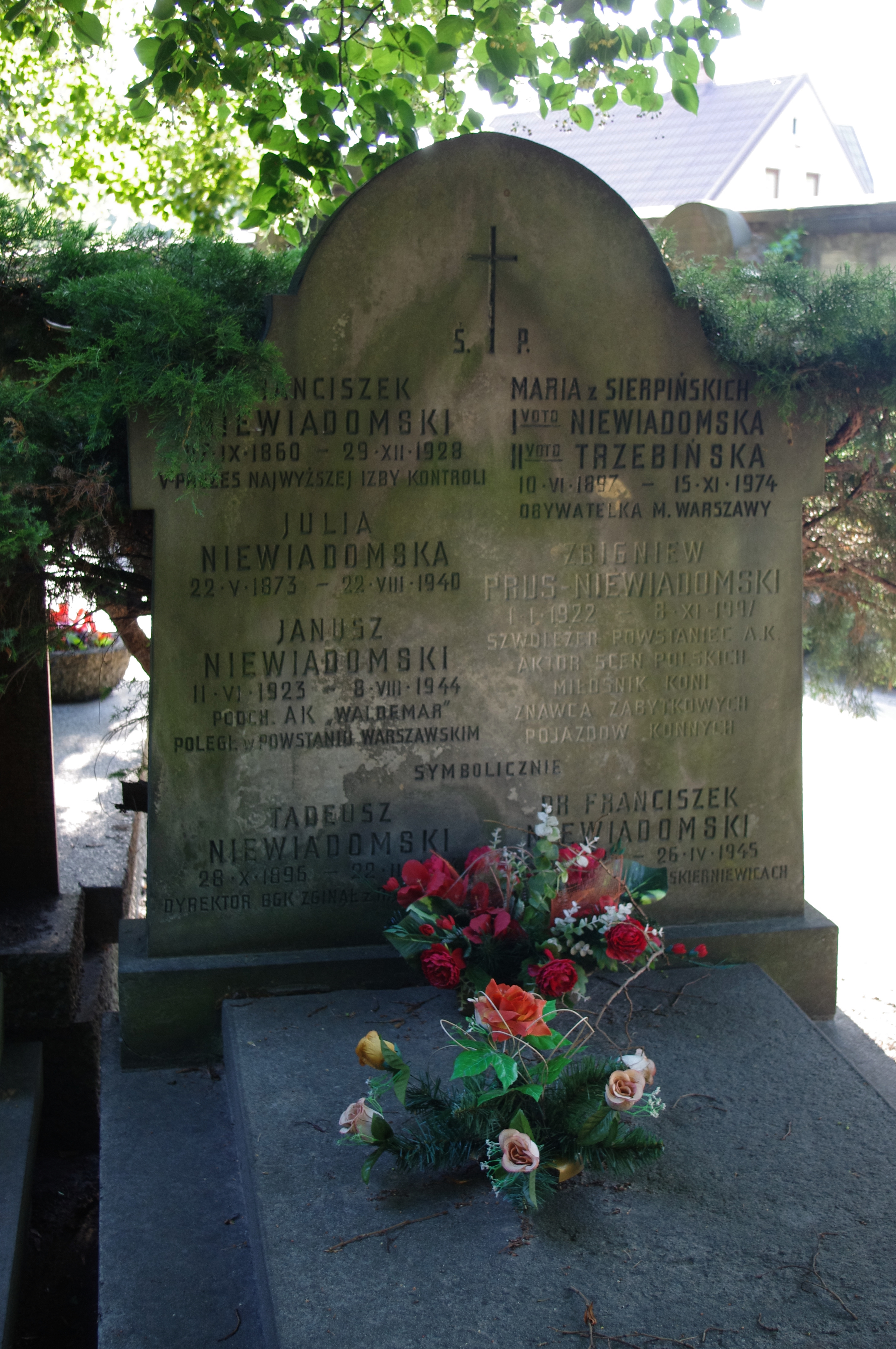
Grób Zbigniewa Prus-Niewiadomskiego oraz rodziny na cmentarzu Powązkowskim w Warszawie

Podczas II wojny światowej brał prywatne lekcje aktorstwa u Hanny Małkowskiej i Stanisława Dąbrowskiego. Był członkiem Armii Krajowej, służąc w 1. Pułku Szwoleżerów Józefa Piłsudskiego AK. Podczas powstania warszawskiego walczył na Czerniakowie, Mokotowie oraz po przejściu kanałami - na południowym Śródmieściu. Po zakończeniu walk dostał się do niewoli niemieckiej i został osadzony w Stalagu X B Sandbostel (nr jeniecki 223037). Po wyzwoleniu obozu przebywał w Belgii oraz we Francji. Do Polski powrócił w 1946 roku. Rozpoczął naukę w Miejskiej Szkole Dramatycznej Janusza Strachockiego, przekształconej następnie w Państwową Wyższą Szkołę Aktorską. Uczelnię tę ukończył w 1948 roku. Jeszcze przed dyplomem rozpoczął występy na deskach Teatru Dzieci Warszawy (1946–1947). Następnie był członkiem zespołów: Teatru im. Stefana Jaracza w Olsztynie (1947–1948, 1949–1951), Teatru im. Stefana Żeromskiego w Kielcach (1948–1949) oraz teatrów w Szczecinie (1954–1959) oraz Poznaniu (1955). Od 1955 roku grał w teatrach stołecznych: Teatrze Młodej Warszawy (1955–1957), Teatrze Klasycznym (1959–1972) oraz Teatrze Rozmaitości (1972–1982). W latach 1959–1977 wystąpił w trzech spektaklach Teatru Telewizji.
Oprócz aktorstwa jego pasją było jeździectwo. Był zasłużonym działaczem Polskiego Związku Jeździeckiego, znawcą historii zaprzęgów oraz konsultantem Działu Pojazdów Konnych Muzeum - Zamku w Łańcucie. Jako konsultant ds. zaprzęgów pracował podczas realizacji filmów: "Popioły" (1965, reż. Andrzej Wajda) oraz "Noce i dnie (1975, reż Jerzy Antczak). W 1995 roku wydał książkę pt. "Karety, bryczki i uprzęże w zbiorach polskich".
Został pochowany na cmentarzu Powązkowskim w Warszawie (kwatera 59-3-1).

### Filmografia
- Hrabina Cosel (1965) - zausznik Furstenberga, odc. 2
- Skradziona kolekcja (1979) - szef Joanny, brydżysta

### Odznaczenia i upamiętnienie
W uznaniu zasług został odznaczony m.in. Krzyżem Walecznych oraz Krzyżem Armii Krajowej. Jego imię nosi powozownia w Muzeum Łowiectwa i Jeździectwa w Warszawie.